# Charybdis (mythologie)

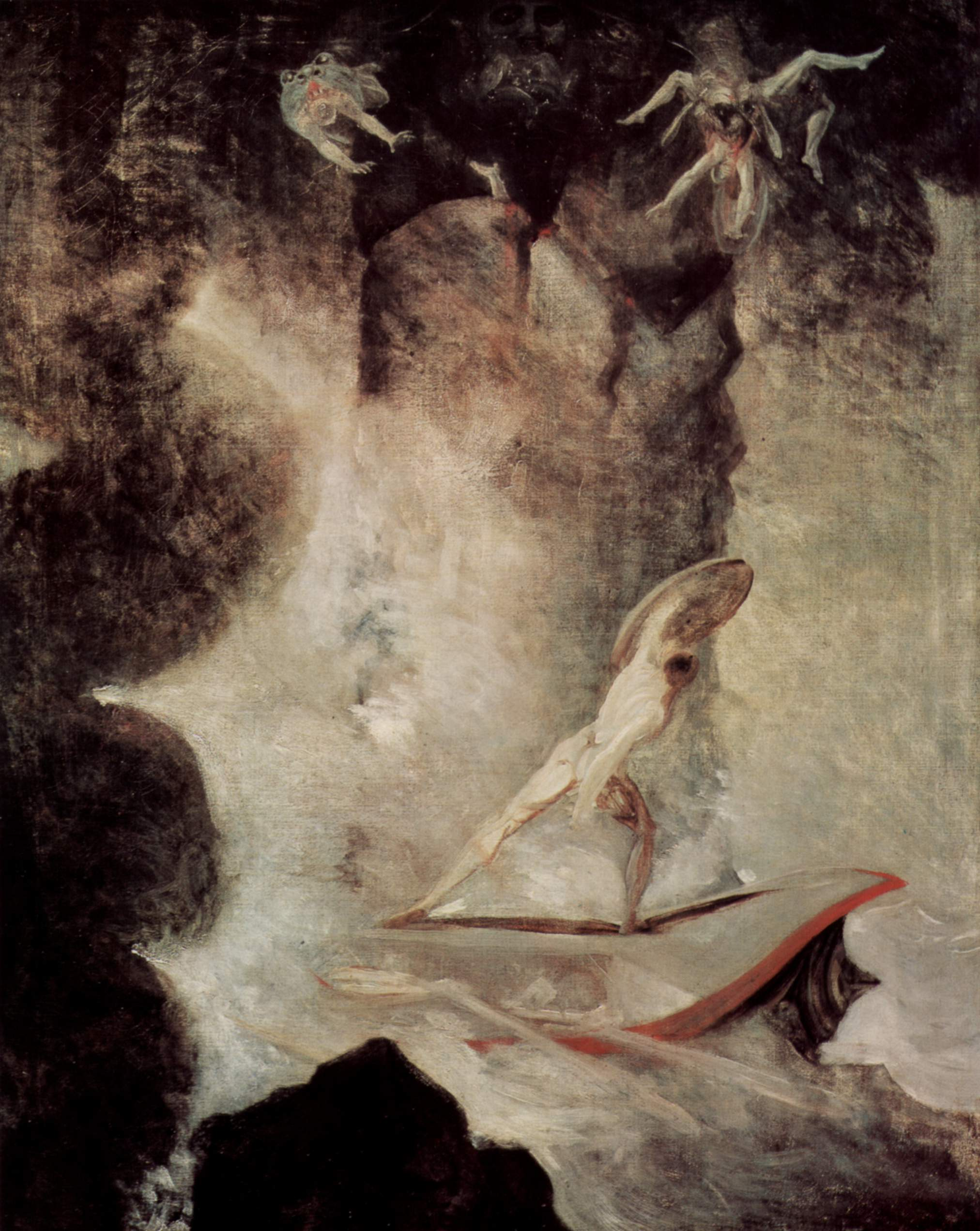
Odysseus vor Scilla und Charybdis door Johann Füssli

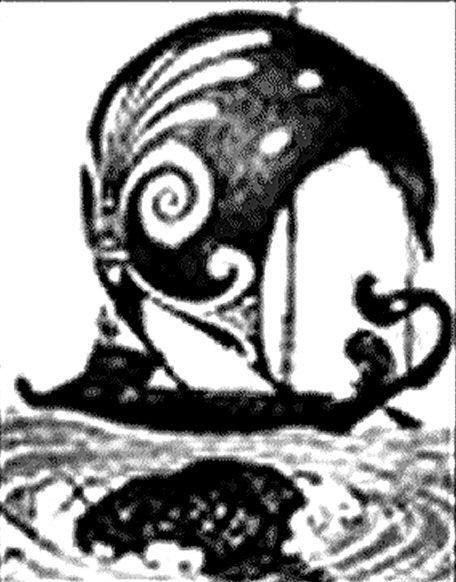
Scylla en Charybdis (1847)

Charybdis (Oudgrieks Χάρυβδις, "Zij die naar beneden zuigt") is een figuur uit de Griekse mythologie. Een zeemonster, de dochter van Poseidon en Gaia. Volgens de mythe zoog Charybdis driemaal per dag een enorme hoeveelheid water op en spuwde die vervolgens uit, waardoor er een draaikolk ontstond. Charybdis was oorspronkelijk een zeenimf, die door Zeus in een monster werd veranderd, toen ze diens koninkrijk onder water zette.
Aan deze mythe is een bekende zegswijze ontleend: laveren tussen Scylla en Charybdis betekent 'kiezen tussen twee kwaden'.
Charybdis lag bij een zee-engte en tegenover haar lag Scylla, een monster met zes hondenkoppen. Zeelieden die door de zeestraat voeren en Charybdis probeerden te ontwijken, zouden in het bereik van Scylla's koppen komen, maar schepen die Scylla wilden ontwijken, werden in hun geheel door Charybdis opgeslokt. De Argonauten overleefden hun reis tussen Scylla en Charybdis door, doordat ze begeleid werden door Thetis, een van de Nereïden. Odysseus had niet het geluk door een dochter van Poseidon begeleid te worden, maar Circe had hem geadviseerd Scylla boven Charybdis te verkiezen: Scylla zou met haar zes koppen zes mannen van zijn schip grijpen, maar Charybdis zou zijn hele schip vernietigen. Hij volgde haar raad, en Scylla griste de zes sterkste van zijn mannen van zijn schip en at ze op, maar zijn schip was ongeschonden en voer verder. Later op zijn reis kreeg Odysseus ook te maken met Charybdis, die zijn vlot opzoog; hij wist ternauwernood te ontkomen door zich aan een tak vast te klampen en te wachten totdat Charybdis het water weer uitspuugde en zijn vlot weer boven kwam drijven.
De Straat van Messina tussen Italië en Sicilië wordt vaak aangewezen als de locatie van Scylla en Charybdis, maar sommige wetenschappers menen dat de Grieken dachten dat beide monsters zich bevonden bij Kaap Skilla, in het noordwesten van Griekenland.

## Gerelateerde onderwerpen
- Odysseus
- De Argonauten
- Scylla

- Système universitaire de documentation: 103472118
- Virtual International Authority File: 202157161